# Gombojavyn Zandanshatar
Gombojavyn Zandanshatar (en mongol : Гомбожавын Занданшатар ; né le 18 mars 1970) est un homme d'État mongol qui occupe le poste de Premier ministre depuis juin 2025,.
Auparavant, il est le 12e président (en) du Grand Khoural d'État de 2019 à 2024, le secrétaire général du cabinet de la Mongolie (en) sous le Premier ministre Ukhnaagiin Khürelsükh de 2017 à 2019, ainsi que le ministre des Affaires étrangères et du Commerce sous les Premiers ministres Sanjaagiin Bayar et Sükhbaataryn Batbold de 2009 à 2012.